# クロノス from OSAKA
『クロノス from OSAKA』（クロノス フロム・オオサカ）は、TOKYO FM、JFNC共同制作のラジオ番組『クロノス』のうち、FM OSAKAローカル枠で放送された番組である。以下では、前番組で同じくTFM・JFNC共同制作のSKYのローカルゾーン『SKY from OSAKA』（スカイ フロム・オオサカ）、ならびにそれ以後の大阪ローカル枠について詳述する。

## 2007年8月 - 2008年9月
2007年7月31日をもって『庄司悟のアサイチBANG!』（5:00～6:55）が終了し、fm osakaが平日早朝ワイドの自社制作から撤退。翌8月1日からSKYのネットを開始。それまでローカル枠で放送していた『庄司悟のアサニBANG!』（7:29～8:00）も同時に終了となり、同じ枠で『SKY from OSAKA』を開始した。
翌2008年にSKYが終了してクロノスが開始したことに伴い、タイトルを『クロノス from OSAKA』に改めるが、出演者や番組内容に変化は無かった。
同年10月1日からのこの時間帯は、朝ワイドに組み込まれる形で放送され、『 - from OSAKA』のスタイルではなくなった。

### 出演
- 大塚由美（出演は7:29～7:54まで）

### コーナー
- ちょい懐かしい曲
  - 懐かしい曲のリクエストに応えるコーナー。流れる曲の年代は決まっていないが、前番組よりもやや後年の曲が選ばれやすい。
- トラフィック・リポート（金曜のみ大阪トヨタ自動車提供）
- コジマ・キャッチ・ザ・ワールド（企画ネット番組）
  - インターネットのおすすめサイトを紹介している。金曜のみ通常のコジマのCMではなくDJがお知らせを読み上げている。
  - このコーナーのみ次番組に引き継がれた。
- きょうの占い　HOP!STEP!JUMP!!
  - 開始当初はキューサイが提供していて、同社の無料試供品がプレゼントされていた。番組終了後は、LOVE FLAPの『Lunchtime Essentials』に引き継がれた。
- エンディング
- 7:54 ヘッドラインニュース（拓伸提供）
- 7:58 トラフィック・リポート（日刊スポーツ提供）

## 2012年4月 - 2014年3月
2012年3月31日にスカッシュ!が終了したことにより、4月からクロノスのBラインネットを再開。この時間帯が再び単独のローカル枠になったが、特定のDJを置かず、実質フィラー枠となっていた。2014年4月から『OSAKA MORNING VIEW』（月-木）と『Precious.』が開始され、再び同枠は朝ワイドに内包された。

### タイムテーブル
2012年6月時点
- 7:29 - 7:46　フィラー～最新のヒット曲～
- 7:46 - 7:48　FM OSAKA TRAFFIC REPORT
- 7:48 - 7:56　ET-KINGのパーっと行こう! 〜いったれ!今日も元気におはようさ〜ん〜
- 7:56 - 7:58　FM OSAKA TRAFFIC REPORT

2013年4月時点
- 7:29 - 7:46　フィラー～最新のヒット曲～1
- 7:46 - 7:48　FM OSAKA TRAFFIC REPORT
- 7:48 - 7:55　フィラー～最新のヒット曲～2
- 7:55 - 7:57　FM OSAKA WEATHER REPORT
- 7:57 - 7:59　FM OSAKA TRAFFIC REPORT

## 2020年7月 -
2020年6月30日にOH! MY MORNING 851が終了したことにより早朝ワイドの自社製作から再び撤退。翌7月1日からONE MORNING（クロノスの後番組）のBラインネットを再開した。それまで従来のローカル枠（7:29 - 8:00）の中で『NOEVIR Song of Life』（7:40 - 7:45）のみネットしていた。しかし、終了後はネット枠を大幅に拡大。TRAFFIC REPORT以外は全て東京からのネットになり、実質的にこの時間のローカル枠は消滅した。
| SKY→クロノス FM OSAKAローカル枠 | SKY→クロノス FM OSAKAローカル枠      | SKY→クロノス FM OSAKAローカル枠               |
| 前番組                          | 番組名                               | 次番組                                        |
| ------------------------------- | ------------------------------------ | --------------------------------------------- |
| 庄司悟のアサニBANG!             | SKY from OSAKA ↓ クロノス from OSAKA | Hello!（月-木） テイ子・正太のピカキン!（金） |